# Sant Miquel de Castelladral
Sant Miquel de Castelladral és una església del municipi de Navars, a la comarca catalana del Bages. És protegida com a Bé cultural d'interès local.

## Descripció
Es tracta d'una església d'una nau amb 3 capelles laterals a banda i banda. Totalment coberta amb volta de creueria estrellada en els diferents trams i a les capelles. Als peus de l'església s'obrí el baptisteri. Construïda sobre l'estructura d'una primera església romànica, conserva encara al mur de llevant les arcuacions i bandes llombardes pròpies d'aquesta primera església romànica. Presenta una decoració romànica típica del primer art romànic català, situada al mur de llevant de l'església, amb alternança de bandes llombardes i de grups de quatre arcuacions cegues.
La primera església de Castelladral va sorgí als peus del castell i, com moltes esglésies catalanes situades en llocs elevats i dependents dels castells, s'advocà a sant Miquel. Les restes romàniques donen testimoni de l'existència d'aquesta església al segle xi. El topònim Castelladral ("Castro Erdal") comença a aparèixer a la documentació l'any 941, dins el comtat de Berga, i hi serà present tant en la referent al castell com als seus successius senyors a partir de l'any esmentat. L'actual edifici és una construcció d'època moderna.